# Solstice (Film)
Solstice ist ein US-amerikanischer Mystery-Horror-Thriller von Daniel Myrick aus dem Jahr 2008. Der Film wurde im deutschsprachigen Raum auf DVD veröffentlicht.

## Handlung
Megan und ihre Freunde machen sechs Monate nach dem tragischen Selbstmord ihrer Zwillingsschwester einen Ausflug, um sie von ihrer Trauer abzulenken. Ihr Weg führt sie ins Sommerhaus von Megans Eltern, wo sie gemeinsam die Sonnenwende feiern wollen. Dort scheint es erst, als wollte die verstorbene Schwester Megan auf ein Geheimnis aufmerksam machen, doch diese begreift nach und nach, dass die mysteriösen Ereignisse auch mit dem Verschwinden eines kleinen Mädchens sechs Monate vor dem Tod ihrer Schwester in Verbindung stehen. Auch  besteht ein Zusammenhang zwischen der Vermissten und dem Selbstmord ihrer Schwester.

## Kritik
Das Lexikon des internationalen Films urteilte, der Film „überzeugt durch eine solide Inszenierung, reiht sich aber nach recht heftigem Auftakt schnell in die Riege herkömmlicher Geisterfilme ein.“

## Hintergrund
- die Dreharbeiten wurden von Auswirkungen des Hurricane Katrina beeinträchtigt
- der Film ist das dritte Werk des Regisseurs Daniel Myrick nach seinem Zweiteiler The Blair Witch Project
- Solstice wurde von einem dänischen Kurzfilm über die Mittsommerwende von 2003 beeinflusst